# Iya Traoré
Pour les articles homonymes, voir Traoré.
Iya Traoré, né en 1986, est un footballeur et freestyler guinéen.
Il a figuré trois fois dans le Guinness World Records,.

## Vie précoce et personnelle
Traoré a commencé comme gardien de but local dans son village, Kebeya en Guinée. Après le retour d'Europe de son père, il a décidé de partir étudier à Conakry, où il a véritablement découvert sa passion pour le football. À Conakry, il rejoint le club de football Ibrahim FC et remporte avec lui de nombreux trophées.

## Carrière de footballeur
En novembre 2000, Traoré arrive à Paris, où il joue pour des clubs de football  comme l'ESP, le Paris FC, le Paris Saint Germain et, parallèlement, aide son père, un marchand d'art africain.

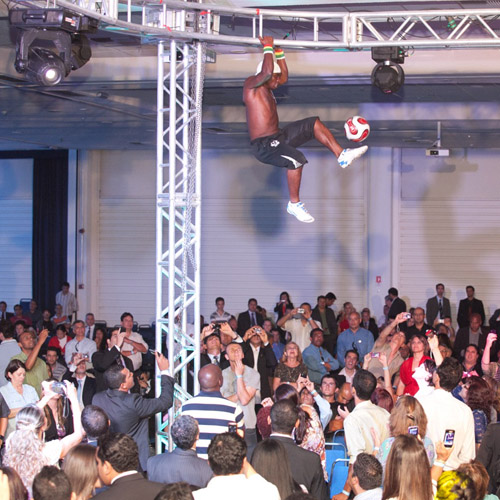
Iya se produisant devant une foule

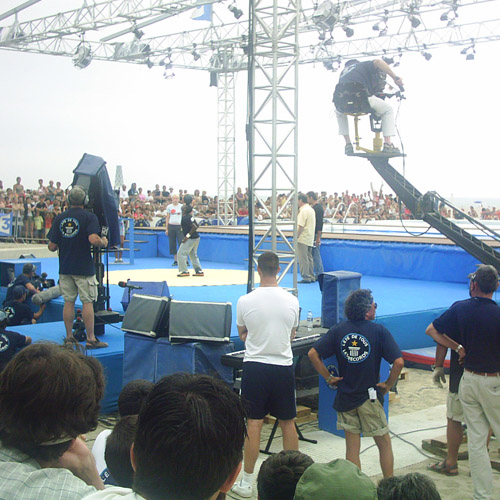
Iya se produisant lors de l'enregistrement de Guinness World Records 2004

Traoré est renommé sur la scène mondiale grâce au  freestyle, ce qui lui a donné des opportunités documentaires et des récompenses dans plusieurs pays du monde. Il est apparu en 2014 dans le clip "La La La Music" de Shakira pour la Coupe du monde au Brésil,. Il s'est produit dans plus de 40 pays, dont la Chine, la France, le Ghana, l'Égypte, le Maroc, l'Italie, les États-Unis et le Brésil.